# Sabine Schmölzer-Eibinger

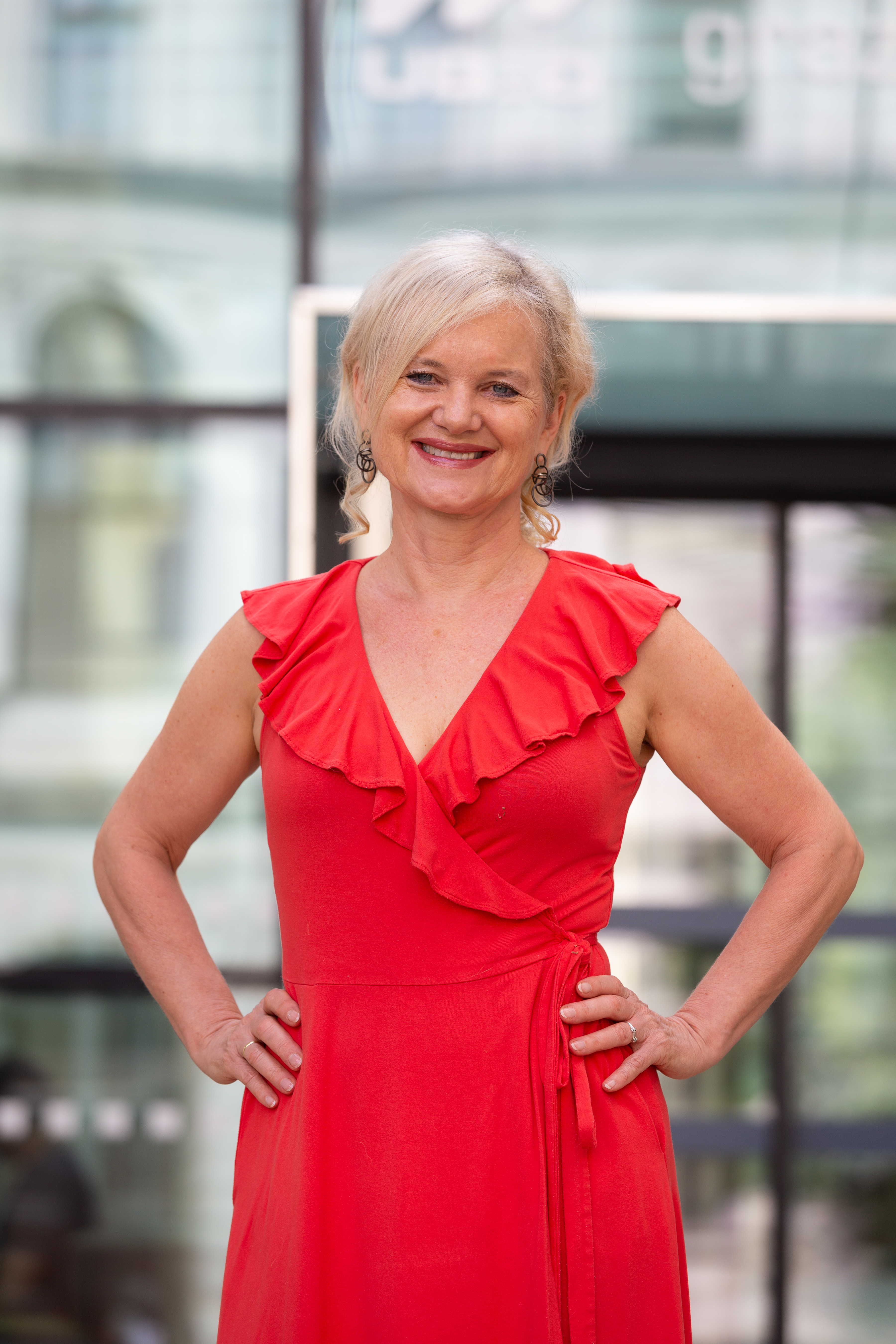
Sabine Schmölzer-Eibinger steht vor der Hauptbibliothek der Karl-Franzens-Universität Graz.

Sabine Schmölzer-Eibinger (* November 1964) ist eine österreichische Germanistin und Sprachwissenschaftlerin und seit 2014 Professorin für Deutsch als Zweitsprache und Sprachdidaktik an der Karl-Franzens-Universität Graz. Sie ist Leiterin des Fachdidaktikzentrums Deutsch als Zweitsprache & Sprachliche Bildung, des Habilitationsforums Fachdidaktik & Unterrichtsforschung und des Universitätslehrgangs Deutsch als Fremd- und Zweitsprache an der Universität Graz.

## Werdegang
Nach dem Diplomstudium der Deutschen Philologie und einer interdisziplinären Fächerkombination aus Psychologie, Soziologie und Sprachwissenschaft promovierte Schmölzer-Eibinger 1997 über „Interkulturelles Lernen und Zweitsprachenunterricht“ am Institut für Sprachwissenschaft der Universität Graz.
Seit 1987 war sie als Sprachlehrerin an verschiedenen Sprachinstituten tätig und verfasste Sprachlehrbücher im Bereich Deutsch als Fremd- und Zweitsprache für Kinder, Jugendliche und Erwachsene. Von 1998 bis 2013 war sie als Universitätsassistentin am Institut für Germanistik in der Abteilung Germanistische Linguistik/Deutsch als Fremdsprache tätig.
Im Jahr 2007 habilitierte sich Schmölzer-Eibinger mit der Schrift „Textkompetenz und Lernen in der Zweitsprache. Grundlagen und Verfahren der Literalen Didaktik“ an der Universität Graz und wurde im selben Jahr zur außerordentlichen Professorin für Sprachlehrforschung und Deutsch als Fremd-/Zweitsprache. Seit 2014 ist Sabine-Schmölzer-Eibinger Universitätsprofessorin für Deutsch als Zweitsprache und Sprachdidaktik an der Karl-Franzens-Universität Graz.
Von 2012 bis 2015 hat sie die Doktoratsschule Fachdidaktik geleitet und seit 2013 ist sie wissenschaftliche Leiterin des Universitätslehrgangs Deutsch als Fremd- und Zweitsprache an der Universität Graz. Seit 2015 leitet sie das Habilitationsforum Fachdidaktik & Unterrichtsforschung und seit 2019 das von ihr gegründete Fachdidaktikzentrum Deutsch als Zweitsprache & Sprachliche Bildung der Universität Graz.
Schmölzer-Eibinger absolvierte einen Forschungsaufenthalt an der University of Berkeley (2004–2005) und hatte Gastprofessuren an der Universität Havanna, der Humboldt-Universität zu Berlin und der Universität Mexiko-Stadt inne. Sie ist Mitglied im Komitee für DoC-Stipendien der Österreichischen Akademie der Wissenschaften und im wissenschaftlichen Beirat des Mercator-Instituts für Sprachförderung und Deutsch als Zweitsprache der Universität zu Köln.

## Forschungsschwerpunkte
Ihre Forschungsschwerpunkte umfassen:
- Entwicklung und Förderung von Sprach- und Textkompetenz in der Erst-, Zweit- und Fremdsprache Deutsch
- Schreibentwicklung und Schreibdidaktik im Kontext von Mehrsprachigkeit und Migration
- Förderung argumentativer und wissenschaftlicher Textkompetenz in der Schule
- Sprachliche Bildung im Fachunterricht in sprachlich heterogenen Klassen

## Auszeichnungen und Preise
2004: Charlotte-Bühler-Habilitationsstipendium des Österreichischen Wissenschaftsfonds
1989: Doktoratsstipendium der Absolventen-Akademiker-Gesellschaft der Universität Graz

## Schriften (Auswahl)

### Monographien
- Bora Bushati, Christopher Ebner, Lisa Niederdorfer, Sabine Schmölzer-Eibinger: Wissenschaftlich Schreiben lernen in der Schule. Schneider, Baltmannsweiler 2018, ISBN 978-3-8340-1824-3.
- Sabine Schmölzer-Eibinger, Magdalena Dorner, Elisabeth Langer, Maria-Rita Helten-Pacher: Sprachförderung im Fachunterricht in sprachlich heterogenen Klassen. Klett, Stuttgart 2013, ISBN 978-3-12-688058-9.
- Sabine Schmölzer-Eibinger: Lernen in der Zweitsprache. Grundlagen und Verfahren der Förderung von Textkompetenz in mehrsprachigen Klassen. Narr, Tübingen 2008, ISBN 978-3-8233-6376-7.

### Herausgeberschaften
- Stephan Schicker, Sabine Schmölzer-Eibinger (Hrsg.): ar|gu|men|tie|ren – eine zentrale Sprachhandlung im Sprach- und Fachunterricht. Beltz, Weinheim/Basel 2021, ISBN 978-3-7799-6276-2.
- Wilhelm Grießhaber, Sabine Schmölzer-Eibinger, Heike Roll, Karen Schramm (Hrsg.): Schreiben in der Zweitsprache Deutsch. Ein Handbuch (= DaZ-Handbücher. Deutsch als Zweitsprache, Mehrsprachigkeit und Migration.). De Gruyter, Berlin 2018, ISBN 978-3-11-035422-5.
- Sabine Schmölzer-Eibinger, Bora Bushati, Christopher Ebner, Lisa Niederdorfer: Wissenschaftlich Schreiben lernen. Diagnose und Förderung wissenschaftlicher Textkompetenz. Waxmann, Münster 2018, ISBN 978-3-8309-3769-2.

### Aufsätze
- Muhammed Akbulut, Sabine Schmölzer-Eibinger: Sprachbewusstheit und Schreiben. in: Anja Wildemann, Lena Bien-Miller (Hrsg.): Sprachbewusstheit. Perspektiven aus Forschung und Didaktik. Springer, Wiesbaden 2023, ISBN 978-3-658-39228-4, S. 141–179.
- Bushati, Bora/Kedia, Gayanée/Christensen, Alex/Krammer, Georg/Rotter, Daniela/Corcoran, Katja/Schmölzer-Eibinger, Sabine (2023): „Friends as a Language Learning Resource in Multilingual Primary School Classrooms“, in: Social Psychology of Education 26, 833-855, S. 1–23. doi:10.1007/s11218-023-09770-6
- Muhammed Akbulut, Sabine Schmölzer-Eibinger, Elisa Rauter: „Zusammengefasst hat jede Hypothese einen wahren Kern“. Herausforderungen der Synthese beim wissenschaftlichen Schreiben und wie diese von SchülerInnen gemeistert wird. in: Didaktik Deutsch. 27. Jg., 2022, Heft 52/53, S. 21–38.

## Forschungs- und Entwicklungsprojekte
2024 – 2028: „Developing Academic Writing – a genre-based longitudinal intervention study“, FWF-Projekt, gem. mit Muhammed Akbulut (Projektleitung)
2022 – 2025: Erasmus+-Projekt: „Fictional Science (FiSci) – Förderung Kritischer Textkompetenz im Umgang mit Fake News“, gem. mit Stephan Schicker (Projektleitung/Lead)
2020 – 2023: Erasmus+-Projekt: “Dialog – SchülerInnen argumentieren kontroverse Fragen zum Klimawandel” (Projektleitung/Lead)
2018 – 2020: Forschungsprojekt: „(Un)geteilte Klassen. Der Einfluss integrativer und semiintegrativer Modelle der Sprachförderung auf den Zweitspracherwerb und die soziale Integration neu zugewanderter Kinder in den Klassen“ (Projektleitung)
2017 – 2019: Forschungsprojekt (Sparkling Science) „Das Universum gleicht einem Fußball – oder doch nicht? Entwicklung wissenschaftlicher Textkompetenz von SchülerInnen in mehrsprachigen Klassen durch metatextuelle Diskurse zu ungelösten Fragen der Naturwissenschaft“ (Projektleitung)